# Bhoja-Air-Flug 213
Bhoja-Air-Flug 213 war ein Inlandsflug der pakistanischen Fluggesellschaft Bhoja Air von Karatschi nach Islamabad. Am 20. April 2012 stürzte die Boeing 737-200 bei schlechten Wetterbedingungen kurz vor der Landung am Benazir Bhutto International Airport in Islamabad ab. An Bord befanden sich 121 Passagiere und sechs Besatzungsmitglieder, die alle beim Absturz ums Leben kamen.

## Fluggesellschaft
Nachdem sie 1993 gegründet worden war, verlor Bhoja Air aufgrund von finanziellen Schwierigkeiten im Jahr 2000 die staatliche Lizenz und musste den Flugbetrieb einstellen. Erst im März 2012 konnte sie ihn wieder aufnehmen. Bhoja Air bediente nach Wiederaufnahme des Flugbetriebs mit dem Unfallflug zum ersten Mal die Strecke von Karatschi nach Islamabad.

## Fluggerät
Bei dem verunglückten Flugzeug handelte es sich um eine Boeing 737-200 mit dem Luftfahrzeugkennzeichen AP-BKC. Das Flugzeug mit der Seriennummer 23167/1074 hatte seinen Erstflug am 13. Dezember 1984 absolviert und war zum Zeitpunkt des Absturzes 27 Jahre alt. Es war mit zwei Triebwerken Pratt & Whitney JT8D-15A ausgestattet. Kurz vorher war es von Comair South Africa geleast worden.

## Unfallverlauf
Das Flugzeug befand sich auf einem Inlandsflug vom Jinnah International Airport in Karatschi zum Benazir Bhutto International Airport in Islamabad. Es waren sechs Besatzungsmitglieder und 121 Passagiere an Bord. Das Flugzeug startete um 17:05 Uhr Ortszeit (12:05 UTC) in Karatschi vom Jinnah International Airport (JIAP) und wurde um 18:50 Uhr (13:50 UTC) in Islamabad, am Benazir Bhutto International Airport (BBIAP) erwartet. Um 18:40 Uhr stürzte das Flugzeug etwa vier Kilometer vor seinem Ziel ab, nahe dem Dorf Hussain Abad. Alle 127 Insassen der Boeing 737 kamen beim Absturz ums Leben. Das Wetter zum Zeitpunkt des Absturzes war ausgesprochen ungünstig für eine sichere Landung. Augenzeugen sprachen von starken Windböen, Hagel, Blitz und Donner zur Zeit des Landeanflugs. Obwohl der Absturz in einem Wohngebiet erfolgte, gab es keine Opfer am Boden.

## Unfallursache
Nach der Untersuchung des Unfalls durch die CAA kam diese zur Erkenntnis, dass ein Zusammenspiel von schlechten Wetterbedingungen und menschlichem Versagen zu dem Absturz geführt haben. Die Cockpitcrew soll demnach falsch auf rasant wechselnde Wetterbedingungen reagiert haben.